# 小樽芸術村
小樽芸術村（おたるげいじゅつむら）は、北海道小樽市にあるニトリホールディングスによる美術館。
国の重要文化財建造物および「小樽市指定歴史的建造物」、小樽市指定の「有形文化財」を美術館施設として使用する。

## 概要
「北のウォール街」と呼ばれて北海道経済発展の礎を築いた小樽において、歴史的建造物の保存・管理・研究を行うと同時に、自社所有の美術・芸術品の中から時代背景にあったものを展示し、一般公開している。また、建物周辺の緑地化整備を進めており、気軽に文化・芸術に触れることができる文化継承と感動発信の地になる事を目指している。

## 沿革
- 2016年（平成28年）：「ニトリ小樽芸術村」（ステンドグラス美術館、アール・ヌーヴォーグラス館）オープン[7]。「掛川市ステンドグラス美術館」と連携協定締結[8]。
- 2017年（平成29年）：「北海道立近代美術館」と連携協定締結[9]。「旧三井銀行小樽支店」公開[2]。札幌市芸術文化財団、ニトリホールディングス、札幌観光協会、小樽観光協会が「札幌小樽 芸術文化・観光に関する連携協定」締結[10]。「似鳥美術館」、「アールヌーヴォー・アールデコ グラスギャラリー」公開し、グランドオープン[3][11]。「第22回小樽市都市景観賞」受賞[12][13]。

## 施設
似鳥美術館（旧北海道拓殖銀行小樽支店）
- 建物は1923年（大正12年）築の初期の鉄筋コンクリート造[14]。4階に横山大観や川合玉堂などの日本画、3階に岸田劉生をはじめとした日本国内外の洋画、2階に高村光雲と弟子たちによる木彫などを展示している。これらの展示品はニトリの創業者・似鳥昭雄が収集していたものである[11]。

ルイス・C・ティファニー ステンドグラスギャラリー
- 似鳥美術館の1階にあり、チャールズ・ルイス・ティファニーの教会ステンドグラス作品等を展示。

旧三井銀行小樽支店
- 1927年（昭和2年）に曽禰達蔵の建築事務所の設計で建てられた[14]。ルネサンス建築の外観と天井の石膏造りが特徴の内観など、小樽の繁栄を象徴する建造物を公開している。

ステンドグラス美術館（旧高橋倉庫）
- 19世紀後半から20世紀初頭にかけてイギリスで制作され、実際に教会の窓を飾っていたステンドグラスを展示している。建物（旧高橋倉庫）は1923年（大正12年）築で大豆を保管する倉庫だった[14]。

小樽芸術村ミュージアムショップ（旧荒田商会）
- 1935年（昭和10年）築[14]。オープン当初は「アール・ヌーヴォーグラス館」として活用していた。

西洋美術館（旧浪華倉庫）
- 2022年4月開館。小樽運河に面して建つ1925年（大正14年）竣工の旧浪華倉庫に、19世紀末に活躍した作家エミール・ガレ、ドーム兄弟、ルネ・ラリック、ガブリエル・アージー・ルソー、ヴィクトール・アマルリック・ワルターらの作品をはじめ、その当時の家具インテリアを展示する。

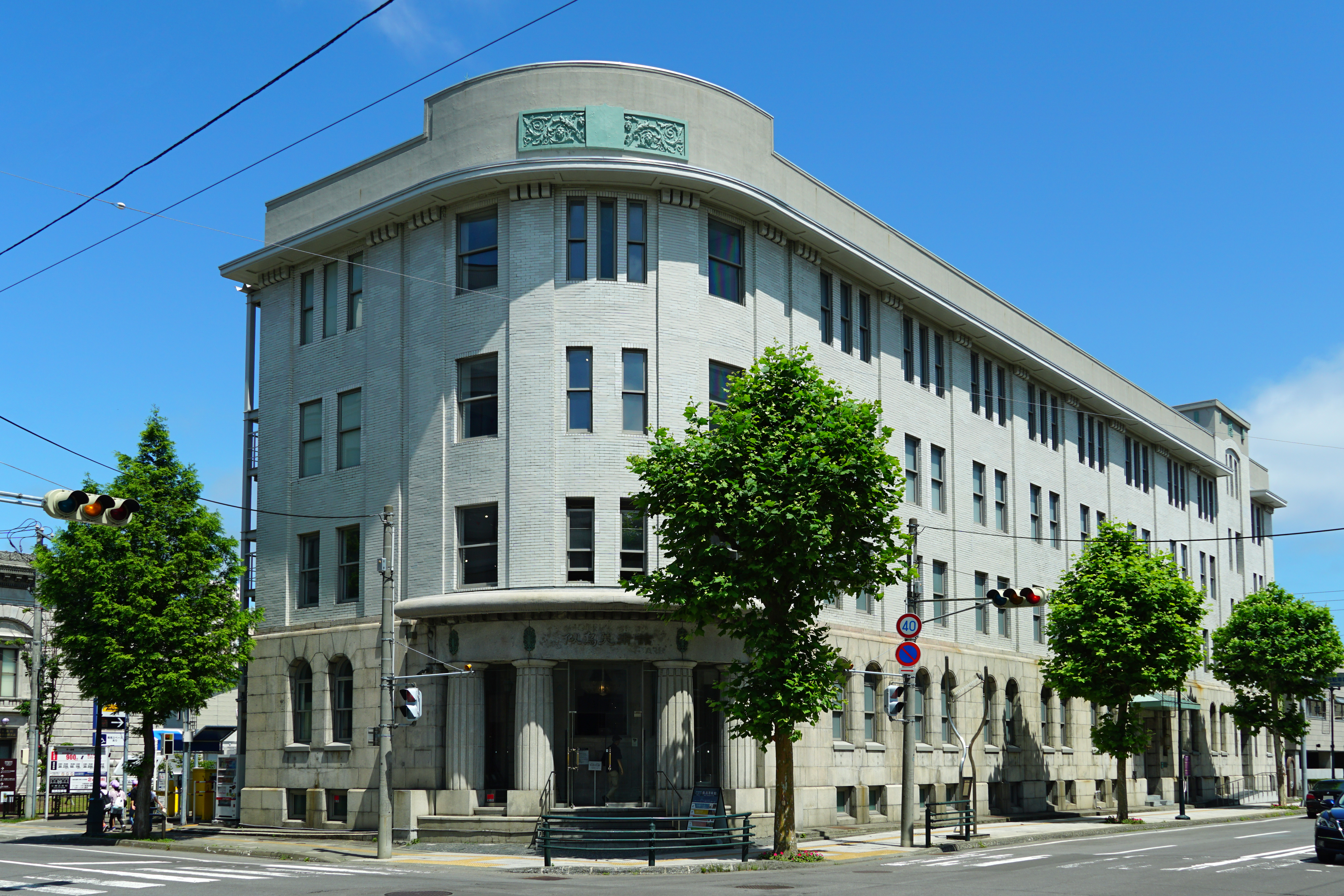
旧北海道拓殖銀行小樽支店（似鳥美術館／ルイス・C・ティファニー ステンドグラスギャラリー）
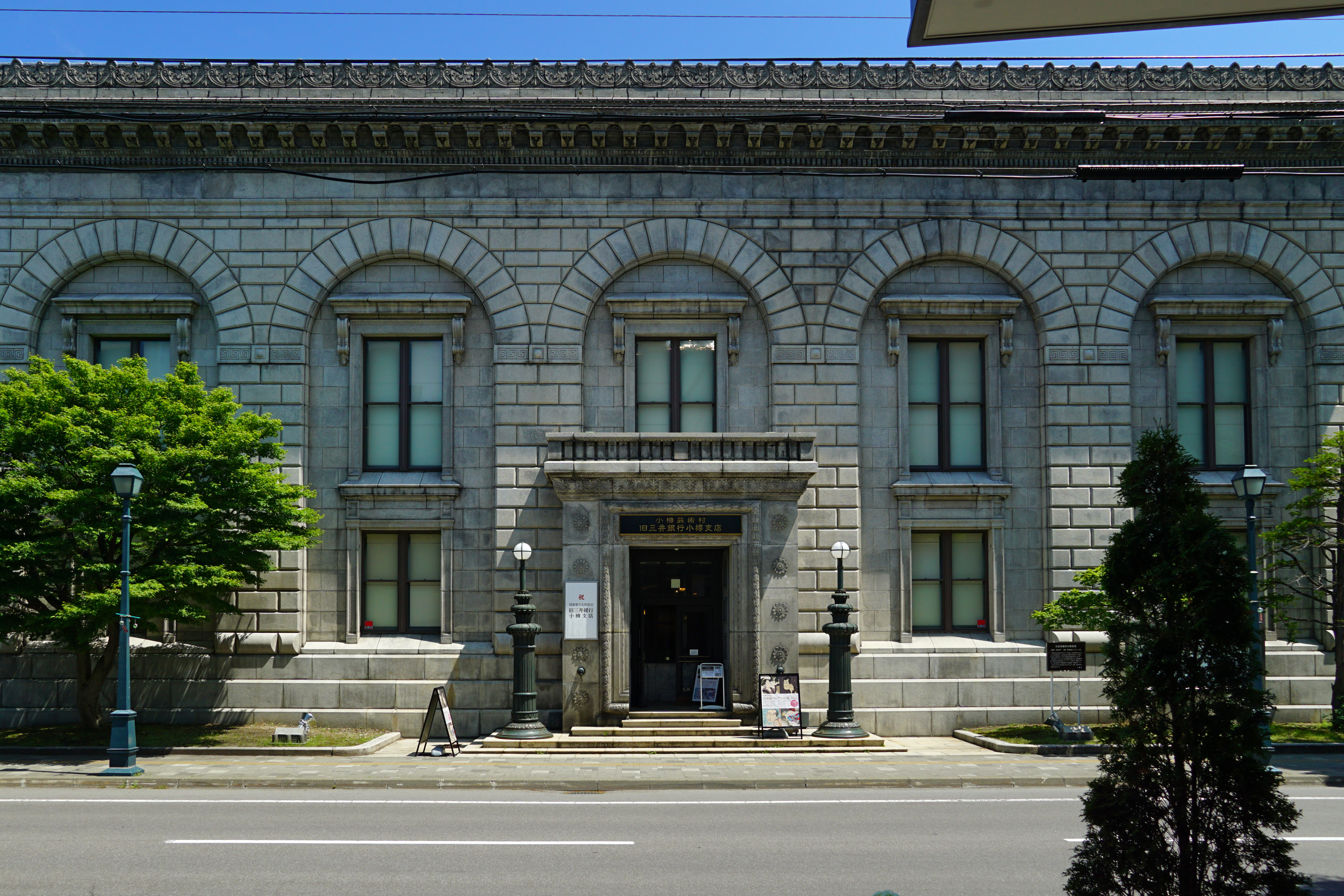
旧三井銀行小樽支店
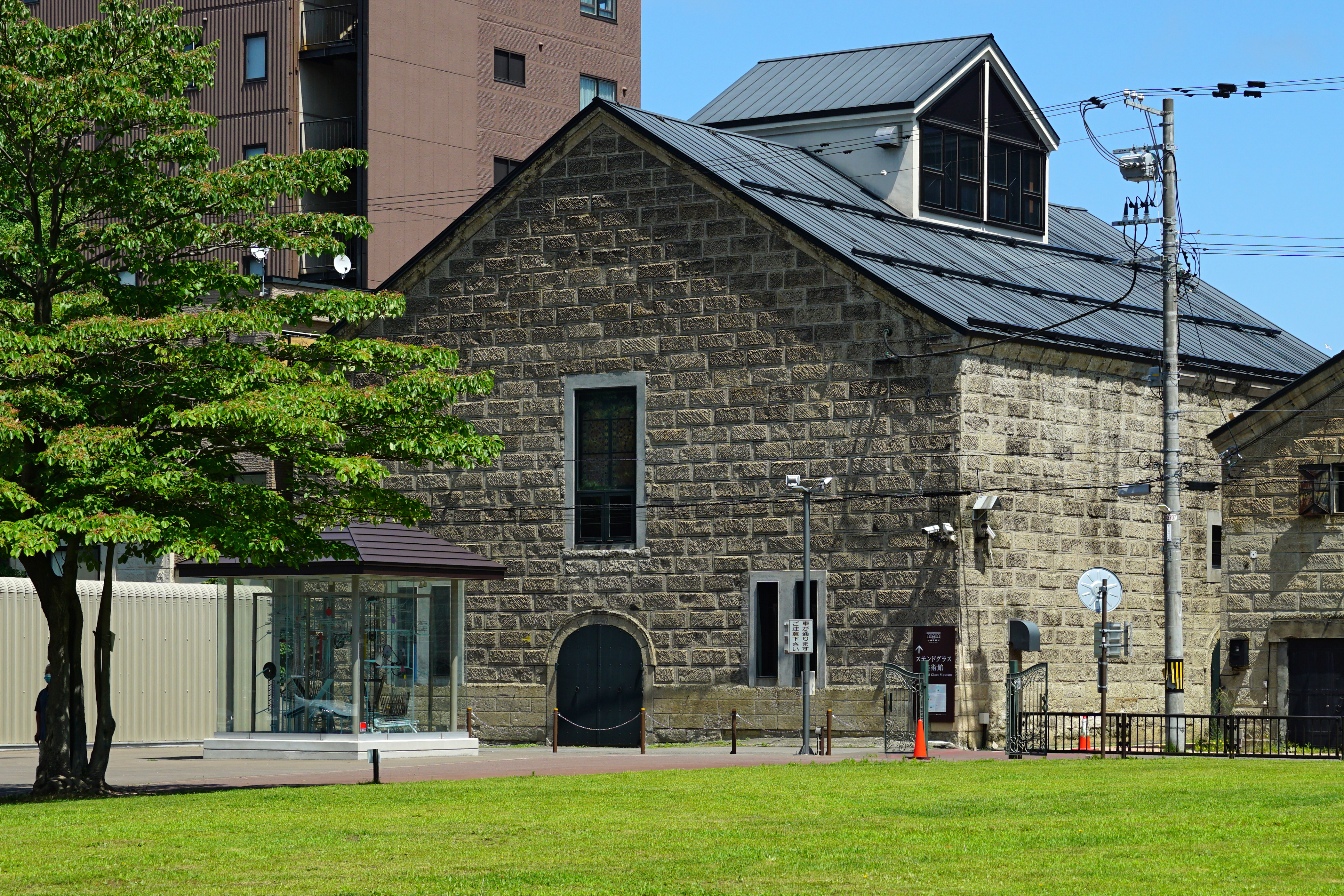
旧高橋倉庫（ステンドグラス美術館)
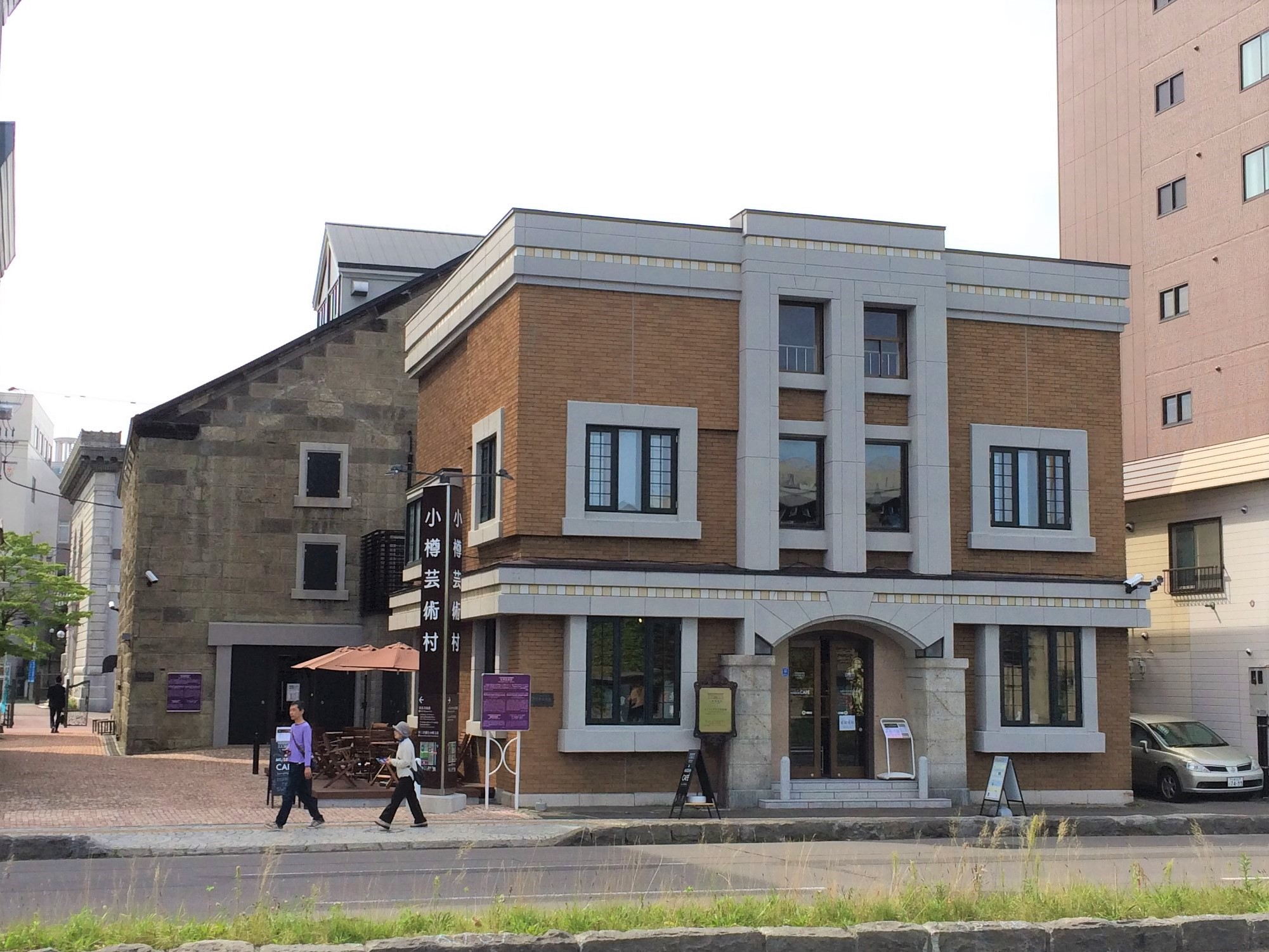
旧荒田商会（ミュージアムショップ)
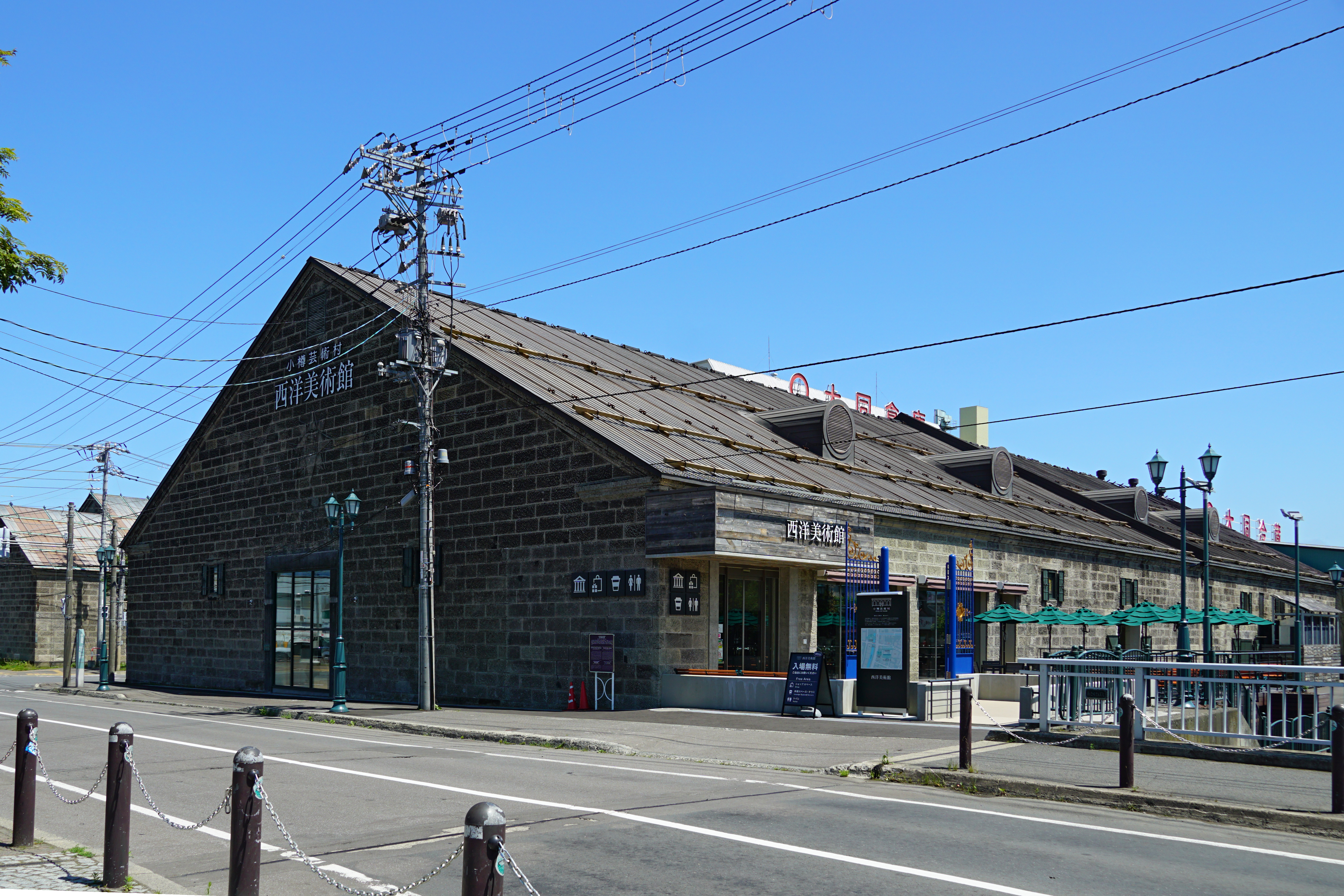
西洋美術館（旧浪華倉庫）